# 弗吕库尔
弗吕库尔（法語：Frucourt，法語發音：[fʁykuʁ]）是法国上法蘭西大區索姆省的一个市镇，属于阿布维尔区。

## 地理
弗吕库尔（49°59'45"N, 1°48'33"E）面积5.27 平方千米，位于法国上法蘭西大區索姆省，该省份为法国北部沿海省份，北起加来海峡省和北部省，西接滨海塞纳省和大西洋英吉利海峡，南至瓦兹省，东临埃纳省。
与弗吕库尔接壤的市镇（或旧市镇、城区）包括：锡泰尔讷、阿朗库尔、利默、沃-马尔凯讷维尔。

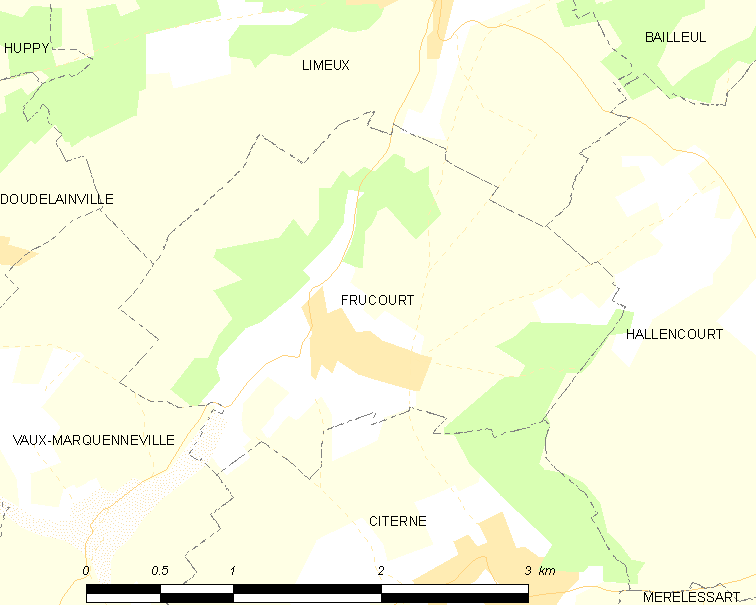
弗吕库尔的OSM定位图

弗吕库尔的时区为UTC+01:00、UTC+02:00（夏令时）。

## 行政
弗吕库尔的邮政编码为80490，INSEE市镇编码为80372。

## 政治
弗吕库尔所属的省级选区为加马什县。

## 人口

1962-2008年间弗吕库尔人口变化图示

弗吕库尔于2022年1月1日时的人口数量为119人。